# 公孫範
公孫 範（こうそん はん、生没年不詳）は、中国後漢時代末期の武将。幽州遼西郡令支県の人。家系は遼西公孫氏。従兄は公孫瓚。同じく公孫瓚の従弟である公孫越との続柄は不明で、兄弟とも従兄弟とも考えられる。

## 事跡
| 姓名           | 公孫範                                                            |
| 時代           | 後漢時代                                                          |
| 生没年         | 〔不詳〕                                                          |
| 字・別号       | 〔不詳〕                                                          |
| 本貫・出身地等 | 幽州遼西郡令支県                                                  |
| 職官           | 勃海太守                                                          |
| 爵位・号等     | -                                                                 |
| 陣営・所属等   | 公孫瓚                                                            |
| 家族・一族     | 一族：公孫瓚（従兄） 公孫越（兄弟?,従兄弟?） 公孫続（公孫瓚の子） |

初平2年（191年）、袁紹陣営の周昂（『後漢書』公孫瓚伝によれば周昕）との戦いで公孫越が戦死したため、公孫瓚は磐河に出兵して袁紹との対決姿勢を強めた。袁紹は衝突を回避しようと、自身が有していた勃海太守の印綬を公孫範に授ける。公孫範は勃海郡の軍を率いて、公孫瓚を助け青州・徐州の黄巾賊を撃破し、公孫瓚の勢力拡大に大きく貢献した。
初平3年（192年）、公孫範は公孫瓚に従って、袁紹軍との界橋の戦いに参加した。しかし袁紹軍の麴義の活躍の前に、公孫瓚は厳綱を討ち取られるという大敗を喫する。公孫範は公孫瓚と共に敗軍を率い、薊へ退却した。
その後は史書に名が見当たらず、建安4年（199年）の公孫瓚滅亡時まで健在であったかどうかも不明である。
なお、小説『三国志演義』には登場しない。